# 塞烏河
44°48′50″N 01°09′15″E / 44.81389°N 1.15417°E
塞烏河（法語：Céou，法語發音：[seu]）是法國的河流，位於該國西南部，屬於德羅訥河的左支流，河道全長55公里，流域面積610平方公里，平均流量每秒3.37立方米，發源自塞涅尔格，河口處在卡斯泰尔诺-拉沙佩勒。

## 外部連結
- http://www.geoportail.fr （页面存档备份，存于）
- The Céou at the Sandre database